# Earth to the Dandy Warhols
Albums de The Dandy Warhols
Odditorium or Warlords of Mars
(2005) Earth to the Remix E.P. Volume One [E.P.]
(2008)
…Earth to the Dandy Warhols… est le sixième album studio du groupe de rock américain The Dandy Warhols. Il est publié le 19 mai 2008. C'est le premier sous leur propre label.
Bien avant la sortie officielle, dès le mois de mai 2008, il était possible de télécharger les titres de l'album sur le site des Dandy Warhols. L'album a globalement reçu des critiques mitigées lors de sa sortie

## Titres
Compositions de Courtney Taylor-Taylor, sauf indication contraire.
1. The World the People Together (Come On) (Taylor-Taylor, Holmström) - 4:42
2. Mission Control - 2:16
3. Welcome to the Third World - 5:50
4. Wasp In the Lotus - 4:36
5. And Then I Dreamt of Yes - 4:42
6. Talk Radio - 5:28
7. Love Song (Taylor-Taylor, Goble) - 3:48
8. Now You Love Me - 3:09
9. Mis Amigos - 4:31
10. The Legend of the Last of the Outlaw Truckers AKA the Ballad of Sheriff Shorty - 3:44
11. Beast of All Saints - 4:47
12. Valerie Yum (Taylor-Taylor, Rezabek) - 7:01
13. Musee D' Nougat - 14:46

Les dernières secondes du dernier titre Musee D'Nougat reprennent le début du premier titre The World Come On, de sorte que l'album peut être écouté en boucle sans intervalle notable.
La chanson Valerie Yum est une référence au Valium, un tranquillisant souvent utilisé en substitut à la drogue.

## Musiciens
- Courtney Taylor-Taylor — guitare, chant
- Peter Holmström — guitare
- Zia McCabe — guitare basse, claviers
- Brent DeBoer — batterie, chant